# Kodeniec
Kodeniec – wieś sołecka w Polsce położona w województwie lubelskim, w powiecie parczewskim, w gminie Dębowa Kłoda. Leży nad strugą Kodenianka (dopływ Piwonii), przy drogach powiatowych nr 1638L(Przewłoka - Adampol), 1096L(Uhnin - Łyniew) i 1615L(Kodeniec - Podedwórze) 
Wieś ekonomii brzeskiej w drugiej połowie XVII wieku. 
W latach 1944–1954 miejscowość była siedzibą gminy Krzywowierzba. W latach 1954–1972 wieś należała i była siedzibą władz gromady Kodeniec. W latach 1975–1998 miejscowość administracyjnie należała do ówczesnego województwa bialskopodlaskiego.
Wieś stanowi sołectwo w gminie Dębowa Kłoda. Według Narodowego Spisu Powszechnego z roku 2011 wieś miała 394 mieszkańców.
We wsi działają szkoła podstawowa, apteka, coffee shop, przychodnia medyczna, remiza Ochotniczej Straży Pożarnej.

## Części wsi
| SIMC    | Nazwa    | Rodzaj    |
| ------- | -------- | --------- |
| 0011370 | Chałupne | część wsi |

## Świątynie

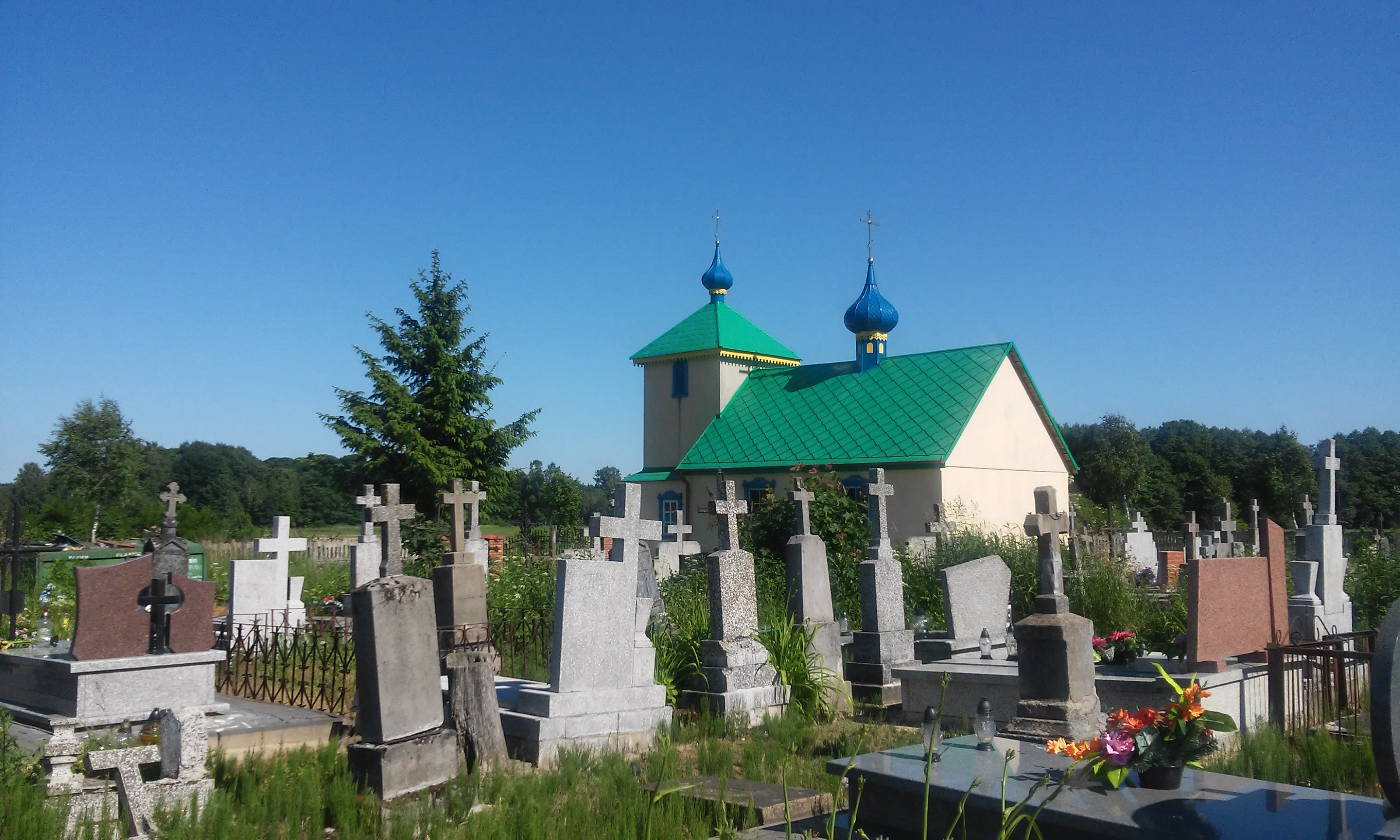
Cmentarz prawosławny z cerkwią Narodzenia św. Jana Chrzciciela

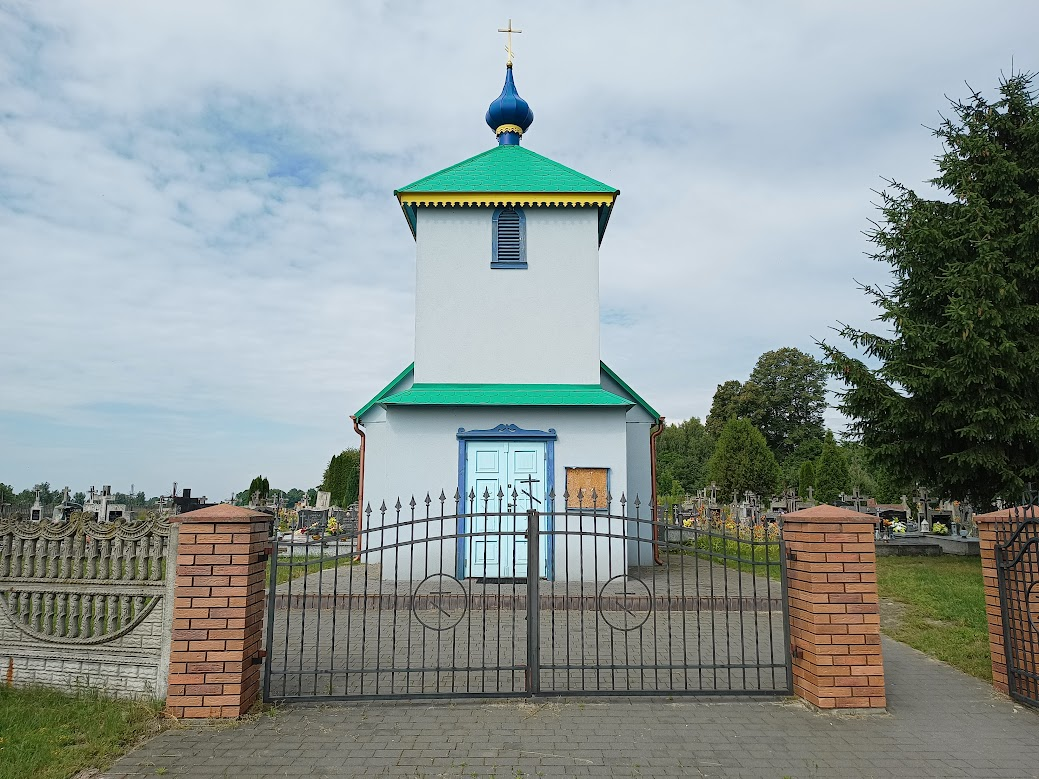
Cerkiew na cmentarzu

We wsi znajduje się zabytkowa dawna cerkiew unicka z roku 1795 obecnie służąca jako świątynia rzymskokatolicka parafii pod wezwaniem Narodzenia Najświętszej Maryi Panny. W latach 1875–1915 była świątynią prawosławną, 1920-1940 rzymskokatolicką, 1940-1947 prawosławną a od 1947 ponownie rzymskokatolicką.
Kościół drewniany, trzynawowy, o zrębowej konstrukcji posiada klasycystyczne i późnobarokowe polichromie na sklepieniu oraz ludowe wyposażenie wnętrza. Można tu obejrzeć obrazy i rzeźby pochodzące głównie z XIX wieku, a także znacznie starsze, sięgające wieku XVII. Obok kościoła znajduje się dzwonnica, która jest zabytkiem drewnianej sztuki sakralnej z końca XVIII wieku. Obiekty to jest kościół, dzwonnica i cmentarz wpisane są do rejestru zabytków pod numerem rejestrowym A/107 z 30.11.1966 i z 10.10.1956 roku.
W Kodeńcu znajduje się także cerkiew pod wezwaniem Narodzenia św. Jana Chrzciciela (zlokalizowana na cmentarzu), podlegająca parafii prawosławnej w Horostycie.